# Bogno

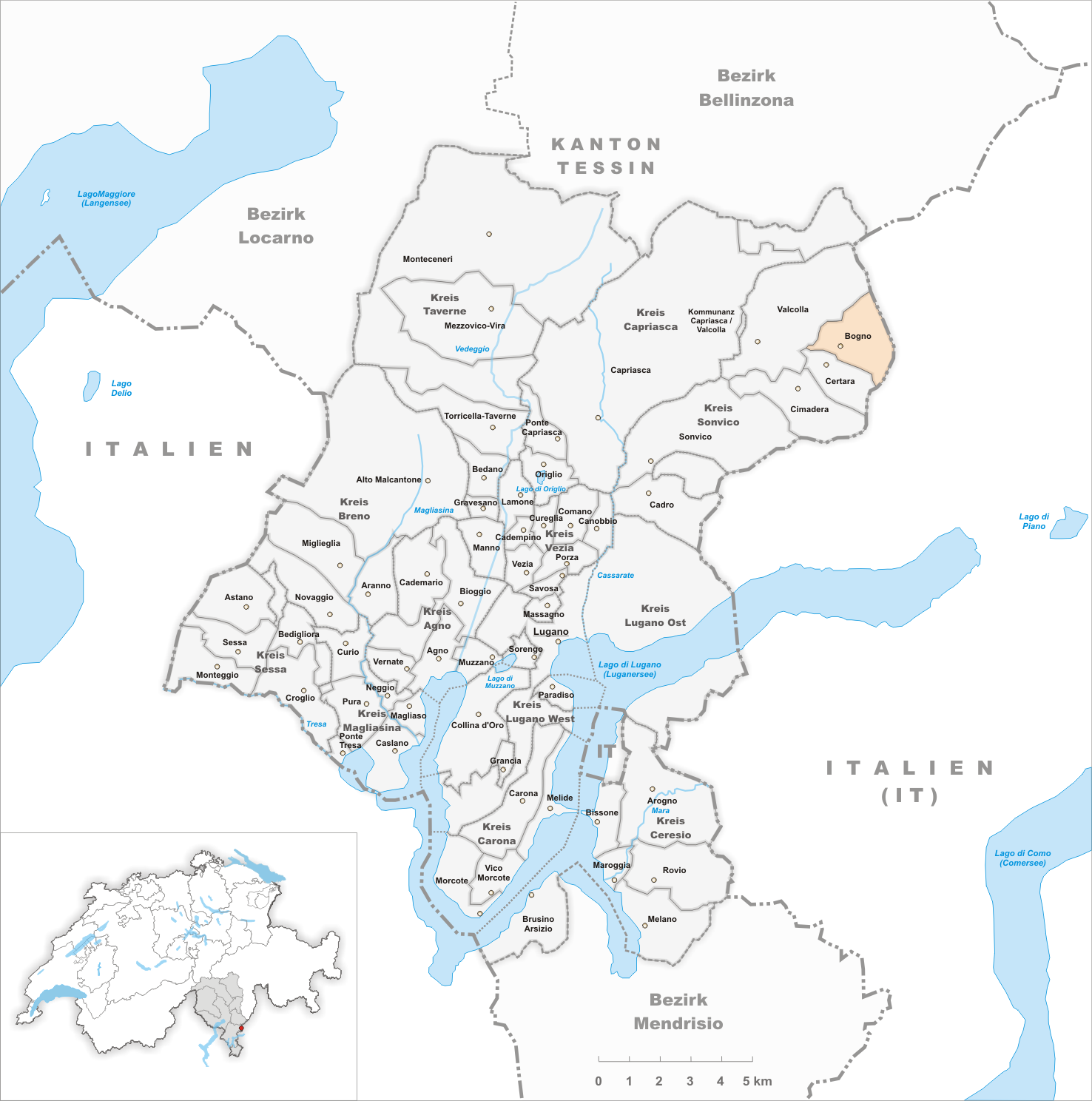
Gemeindestand vor der Fusion am 13. April 2013

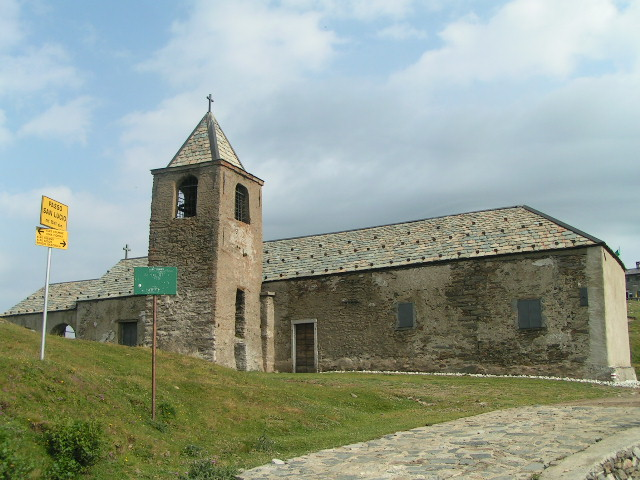
Oratorium San Lucio

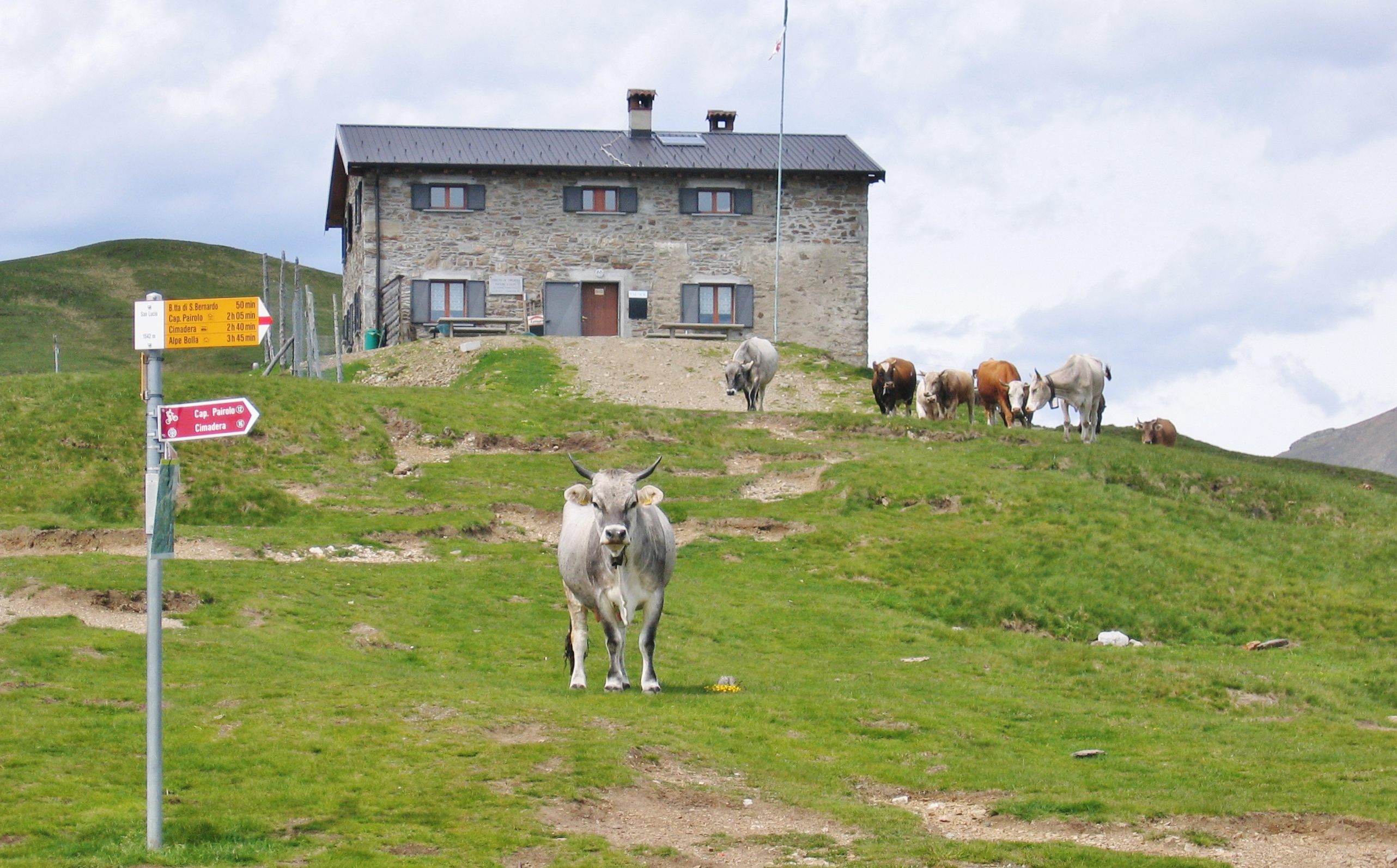
San-Lucio-Pass

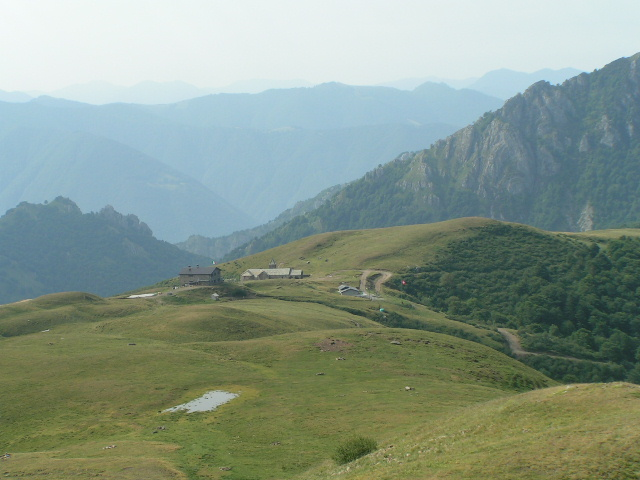
San-Lucio-Pass

Bogno war bis zum 13. April 2013 eine politische Gemeinde im Kreis Sonvico, Bezirk Lugano des Kantons Tessin in der Schweiz.
Seither gehören die ehemaligen Gemeinden Bogno, Certara, Cimadera und Valcolla dem Quartier Val Colla der Gemeinde Lugano an.

## Geographie
Bogno liegt im oberen Val Colla, am Südfuss des 2116 m hohen Gazzirola. Die Quellbäche des Cassarate vereinigen sich hier. Der Passo San Lucio (1541 m ü. M.) führt von hier in die italienische Gemeinde San Bartolomeo Val Cavargna.

## Geschichte
Bereits im 13. Jahrhundert wurde es als Bonio erwähnt. Die Kirche San Rocco, die 1591 und 1780 erweitert wurde, bildete den religiösen Mittelpunkt der Gemeinde, welche sich 1811 von der Pfarrei Colla löste.
Das Abholzen im 19. Jahrhundert brachte das Dorf in eine missliche Lage, aber die Wiederbewaldung 1892–1900 beseitigte die Gefahr.
Der Passo San Lucio, der das Val Colla mit dem Val Cavargna verbindet, hiess San Uguzo 1478, San Luguzono, San Liguzzone 1591. Auf dem Pass steht eine schon 1478 genannte Kapelle, die ein alter Wallfahrtsort ist; Ende des 15. Jahrhunderts werden sogar Wallfahrten von Pavia dorthin erwähnt. Die Kapelle weist Fresken auf, die wahrscheinlich in die 1. Hälfte des 16. Jahrhunderts zurück reichen.

Ehemaliges Wappen von Bogno

Bogno bildet aber nach wie vor eine eigenständige Bürgergemeinde. Diese besitzt die Berghütte San Lucio und die Alpe Cottina.

## Bevölkerung

### Bevölkerungsentwicklung
Einwohnerzahlen: Volkszählungsdaten

## Wirtschaft
Als Folge der Alp- und Weidewirtschaft entstand eine Siedlung, zu der seit 1856 eine Strasse von Lugano führt. Heute befinden sich Zweitwohnungen und Ferienhäuser von Erholungssuchenden aus der Agglomeration Lugano im Ort.

## Veranstaltungen
- Associazione Tarpan[7]

## Sehenswürdigkeiten
- Pfarrkirche San Rocco (die heutige Kirche datiert von 1780)[8]
- Gemälde Madonna col Bambino[8]
- Gemälde Martirio di San Sebastiano[8]
- Gemälde Santa Maria Maddalena[8]
- Gemälde San Rocco[8]
- Passo San Lucio mit Oratorium San Lucio[8]